# Давитнидзе, Георгий
Георгий Давитнидзе (груз. გიორგი დავითნიძე; 18 июля 1978, Рустави, Грузинская ССР, СССР) — советский и грузинский футболист.

## Карьера

### Клубная
Георгий Давитнидзе родился 18 июля 1978 в городе Рустави.
В 1994 году начал профессиональную карьеру в клубе «Мретеби» (Тбилиси). В 1995 году перешёл в состав тбилисского «Динамо», где сначала играл за дублирующий состав, а в 1997 году — за основную команду. В 1998 году выступал за клуб «Мерани».
В 1999 году оставил Грузию и подписал контракт с украинским клубом «Нива» (Тернополь). 10 апреля 1999 года дебютировал в составе команды в проигранном (1:2) выездном поединке 20-го тура Высшей лиги против запорожского «Металлурга». Давитнидзе вышел на поле на 63-й минуте, заменив Игоря Бискупа. Всего в составе «Нивы» сыграл 6 матчей.
В том же году покинул Украину и вернулся в Грузию, где провел сезон 1999/00 годов в «Колхети-1913».
В 2000 году снова покидает Грузию. На этот раз переезжает в Россию, подписав контракт с представителем российской Премьер-лиги, клубом «Уралан». Свой единственный матч за клуб сыграл 13 августа в проигранном (0:1) домашнем поединке 21-го тура Премьер-лиги против московского «Динамо». Давитнидзе вышел на поле в стартовом составе, на 50 минуте получил жёлтую карточку, а на 68-й минуте был заменен на Срджана Савичевича.
С 2001 по 2008 год выступал в составе грузинских клубов «Мерани», «Локомотив» (Тбилиси), «Дила» и «Амери».
Последним клубом в карьере игрока для Давитнидзе стал израильский «Хапоэль Бней-Лод», цвета которого он защищал в сезоне 2008/09 годов.

### Международная
12 августа 1998 дебютировал в составе сборной Грузии в проигранном (0:1) товарищеском матче против Азербайджана. Георгий вышел в стартовом составе, получил жёлтую карточку и был заменен на Ираклия Вашакидзе